# Erdei sármány
Az erdei sármány (Emberiza rustica) a madarak osztályának verébalakúak (Passeriformes) rendjébe és a sármányfélék (Emberizidae) családjába tartozó faj.

## Előfordulása
Norvégiában, Svédországban és Finnországban, valamint Ázsia északi részén költ, telelni délebbre vonul. Kóborló példányai eljutnak Európa más országaiba is. Észlelték már Magyarországon is, első bizonyított hazai előfordulását 2008. október 14-15-én Pölöske határában regisztrálták.

## Alfajai
- Emberiza rustica rustica
- Emberiza rustica latifascia

## Megjelenése
Testhossza 15 centiméter, testtömege 16-21 gramm. A hím hátoldala gesztenyebarna, fekete sávozással. A torka fehér és fehér szemfoltja van. Begyörve és farcsíkja rozsdabarna. Nyugalmi időben mindkét nem barnás.

## Életmódja
Rovarokkal táplálkozik, de a magvakat is elfogyasztja.

## Szaporodása

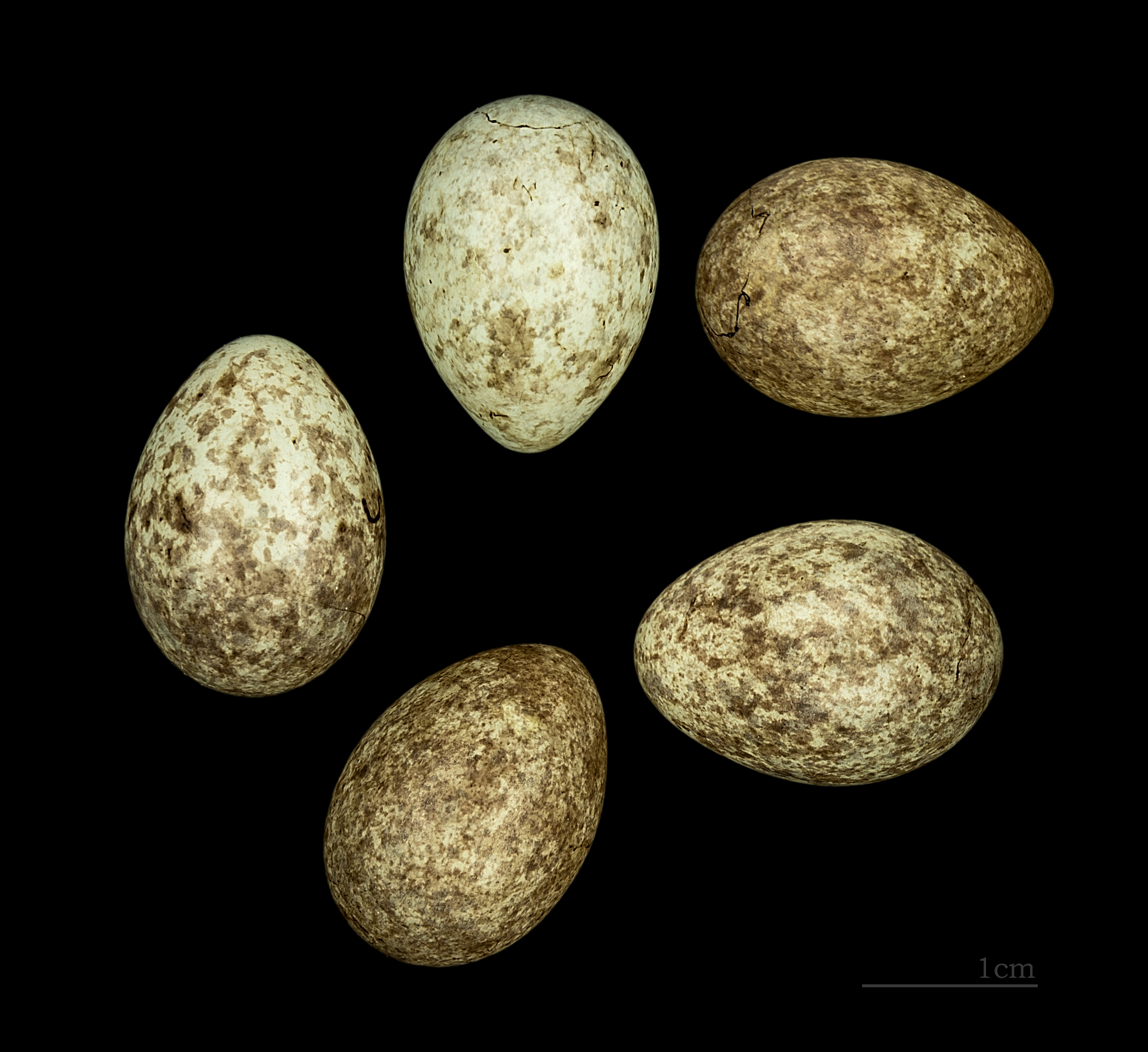
Emberiza rustica

Fészekalja 4-6 tojásból áll.